# Варгас Торрес, Луис

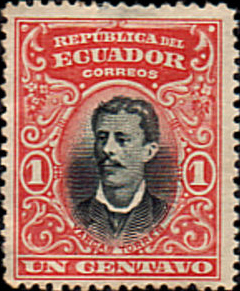
Луис Варгас Торрес на почтовой марке Эквадора. 1901 г.

Луис Варгас Торрес (исп. Luis Vargas Torres; 1855, Эсмеральдас —20 марта 1887, Куэнка, Эквадор) — южноамериканский революционер, полковник. Национальный герой Эквадора.

## Биография
Образование получил в Кито. Его брат погиб, сражаясь против диктатуры президента Вейнтимилья. Л. Варгас Торрес продолжил дело его борьбы за либерализацию страны.
За поддержку Элоя Альфаро был изгнан из Эквадора. Поселился в Панаме. С группой других либеральных революционеров вернулся в Эквадор, доставив около 200 винтовок с боеприпасами, купленных за свои средства. Повстанцы высадились на побережьи провинции Эсмеральдас и организовали небольшой отряд из добровольцев. Успешное нападение на правительственные войска произошло 16 января 1883 года, а на следующий день Л. Варгас Торрес был назначен верховным главнокомандующим повстанческих сил провинций Эсмеральдас и Манаби. В течение нескольких дней, восставшие готовились к походу на Гуаякиль, укрепленный город диктатора Вейнтимилья. Варгас Торрес командовал одним из двух подразделений повстанцев. Последовавшая 9 июля 1883 атака привела к падению диктатора. 6 августа того же года Варгасу Торресу было присвоено звание полковника.
Пришедший к власти новый президент Эквадора Хосе Пласидо Кааманьо, не поддержал идеи либерализации страны, которые отстаивал Варгас Торрес. Из-за разногласий он снова отправился в Панаму, где финансировал постройку военного корабля. Революционеры тогда потерпели поражение в морской битве при Харамихо (5-6 декабря 1884) и Варгас Торрес нашёл убежище в Лиме (Перу), где опубликовал брошюру «Революция 15 ноября 1884» («La Revolución del 15 de Noviembre de 1884»).
Скрываясь от преследования, теперь уже властей Перу, он вместе с другими либеральными лидерами, взялся за создание базы для свершения революции в Эквадоре. Варгас Торрес организовал новую экспедицию в Пайта, на северном побережье Перу для нападения на правительственные войска Кааманьо. В конце ноября 1886 года революционеры овладели городом Катакоча в провинции Лоха.
В результате последовавших ожесточённых боёв с превосходящими силами противника, 80 повстанцев были взяты в плен. Состоявшийся в Куэнке военный трибунал, приговорил лидеров восстания к смертной казни.
Накануне казни Варгас Торрес смог бежать из тюрьмы, но, понимая, что в одиночку он не добьётся успеха, вернулся для поддержки своих менее удачливых товарищей по оружию. Рано утром 20 марта 1887, перед строем карателей, держался достойно, отказался от повязки на глаза и смотрел прямо в глаза своих палачей, пока не прозвучал залп.

## Память
- В марте 2012 года на пленарном заседании Национального Собрания Эквадора полковник Луис Варгас Торрес был объявлен национальным героем, в знак признания его ценного вклада в развитие эквадорской либеральной революции.
- Именем Луиса Варгаса Торреса назван Технический университет в г. Эсмеральдас.
- На родине революционера установлен памятник.